# Johan II av Aragonien
Johan II av Aragonien, född 29 juni 1398, död 20 januari 1479, var kung av Navarra och Aragonien.
Johan var son till Ferdinand den rättvise, vann genom gifte med Blanka I av Navarra detta land 1425 och ärvde 1458 efter sin äldre broder Alfons V:s död Aragonien, Sicilien och Sardinien. 1447 trädde Johan i nytt gifte med Johanna Henriquez från Kastilien och stred sedan med sin och Blancas son Karl, som dog 1461. I Aragonien efterträddes han av sin son i andra giftet, Ferdinand den katolske, i Navarra av en dotter i första giftet, Eleonora.